# Новомосковск (Русия)
Вижте пояснителната страница за други значения на Новомосковск.
Новомосковск (на руски: Новомосковск) е град в Русия, Тулска област.

## География
Населението на града е 124 787 души към 1 януари 2018 г.
Градът отстои на приблизително 230 километра южно от Москва. Разположен е при извора на река Дон, в северната част на обширното Средноруско възвишение.

## История
Първото споменава на селище на това място е от 1765 г. Селището става (1798) имение Бобрики на дворянския род Бобрински, започнал от граф (и генерал) Алексей Бобрински, извънбрачно родения син на императрицата Екатерина II от граф Григорий Орлов.
Бобрики получава статут на град през 1930 г. От 27 декември 1933 г. се нарича Сталиногорск (в чест на Сталин). Преименуван е на Новомосковск през 1961 г.

## Икономика
Градът днес е крупен икономически център в Тулска област, сред главните ядра на полицентричната Тулско-Новомосковска агломерация.
Селището става град през 1930 г. във връзка с началото на строителството на най-крупния по рода си по онова време в СССР химически комбинат „Азот“. Този комбинат и днес е структуроопределящ за икономиката на града и района. Развити са също енергетиката, хранителната и строителната промишленост, транспортът (железопътен и автомобилен).
Сред забележителностите на града е и детската железница, създадена през 1953 г.